# Bank DNB

Altes Logo

Die Bank DNB A/S (ehemals Bank DnB Nord und DnB Nord Bank) ist ein Finanzunternehmen mit Sitz in Kopenhagen/Dänemark.
Die Bank DNB war ein Joint Venture der größten norwegischen Bank DnB NOR (51 Prozent) mit der Nord/LB (49 Prozent) und gehört nun vollständig der DnB NOR. Sie ist vor allem im Ostseeraum tätig. Die Bank DNB ist mit über 860.000 Kunden in 178 Geschäftsstellen und einer Bilanzsumme von 11,2 Mrd. Euro eine der größten Bankengruppen in Nordosteuropa.

## Tochtergesellschaften

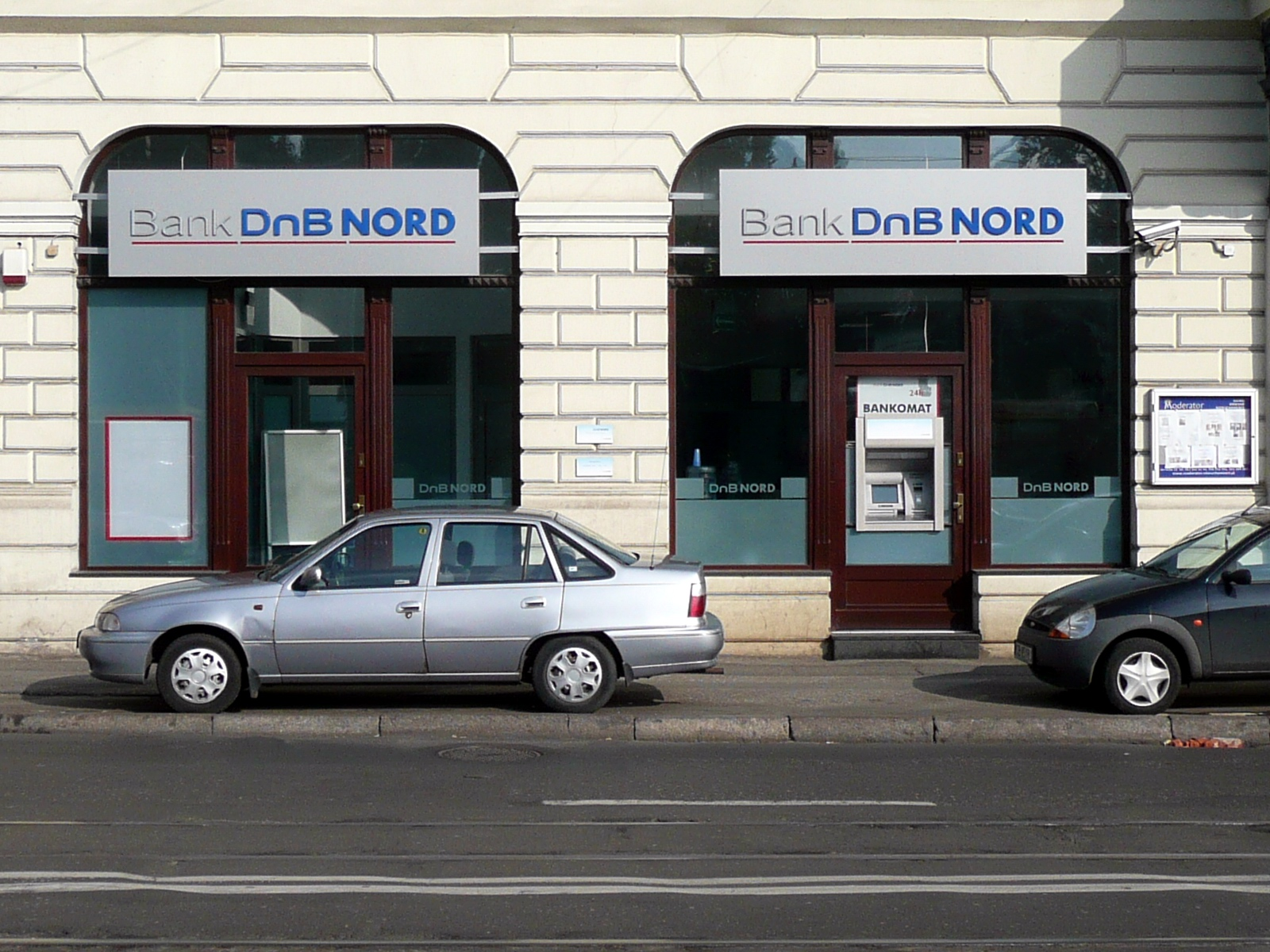
Filiale der Bank DNB in Bydgoszcz

Die Bank DNB hat Tochtergesellschaften in folgenden Ländern:
| Tochtergesellschaften der DnB Nord | Tochtergesellschaften der DnB Nord | Tochtergesellschaften der DnB Nord | Tochtergesellschaften der DnB Nord | Tochtergesellschaften der DnB Nord |
| Land                               | Anteil                             | Filialen                           | Mitarbeiter                        |                                    |
| ---------------------------------- | ---------------------------------- | ---------------------------------- | ---------------------------------- | ---------------------------------- |
| Dänemark                           | 100 %                              | 3                                  | 104                                |                                    |
| Estland                            | 100 %                              | 3                                  | 54                                 |                                    |
| Finnland                           | 100 %                              | 1                                  | 13                                 |                                    |
| Lettland                           | 99,7 %                             | 35                                 | 850                                |                                    |
| Litauen                            | 93,1 %                             | 84                                 | 1.229                              |                                    |
| Polen                              | 100 %                              | 52                                 | 1.111                              |                                    |
| Gesamt                             | 100 %                              | 178                                | 3.361                              |                                    |

Werbeträger ist ein roter Heißluftballon. Kunden können sich Kreditkarten auch individuell gestalten. Ein Kunde in Norwegen erhielt dabei jedoch eine Karte, die nicht das bestellte Motiv zeigte, sondern eine antisemitische Karikatur. Die Bank entschuldigte sich für das Versehen.